# Leucotrachea
Leucotrachea là một chi bướm đêm thuộc họ Noctuidae.

## Loài
- Leucotrachea leucomelanica Janse, 1937
- Leucotrachea melanobasis (Hampson, 1902)
- Leucotrachea melanodonta (Hampson, 1908)
- Leucotrachea melanoleuca (Hampson, 1902)